# Downingia bicornuta
Downingia bicornuta là loài thực vật có hoa trong họ Hoa chuông. Loài này được A.Gray mô tả khoa học đầu tiên năm 1886.